# Chickasha
Chickasha – miasto w Stanach Zjednoczonych, w stanie Oklahoma, siedziba administracyjna hrabstwa Grady.